# Brachychaeteuma bagnalli
Brachychaeteuma bagnalli är en mångfotingart som beskrevs av Karl Wilhelm Verhoeff 1911. Brachychaeteuma bagnalli ingår i släktet Brachychaeteuma och familjen snaggdubbelfotingar. Inga underarter finns listade i Catalogue of Life.